# Valdetrude di Mons
Santa Valdetrude di Mons, in francese Waudru de Mons o Waldeltrude o Waldetrude o sainte Waudru, in latino Waldetrudis (Cousolre, 612 circa – Mons, 9 aprile 686 o 688), fu una nobile franca che si fece monaca ed è venerata come santa dalla Chiesa cattolica e dalle Chiese ortodosse.
Era figlia di san Gualberto e di santa Bertilla di Turingia († 687) e sorella di sant'Aldegonda.

## Biografia
Valdetrude proveniva da una nobile famiglia franca. Il padre Gualberto era un alto funzionario del re Clotario II e la madre Bertilla era figlia di un re dei Turingi (Rodolfo o Raul I di Turingia).
Ella sposò Madelgario di Soignies, conte di Famars.
Dal matrimonio nacquero quattro figli:
- Aldetrude (†696), che succedette alla zia santa Aldegonda come badessa dell'abbazia di Maubeuge; è celebrata come santa il 25 febbraio[5]
- Madelberta (†706), monaca, succedette alla sorella Aldetrude come badessa dell'abbazia di Maubeuge; è celebrata come santa il 7 settembre[6]
- Landerico (Landry) di Soignies († verso il 700), vescovo di Meaux e poi abate di Haumont succedendo al padre; celebrato come santo il 17 aprile[7]
- Deutelino di Mons, deceduto all'età di sette anni, è celebrato come santo il 16 marzo e il 14 luglio

Terminata l'educazione dei figli, la coppia decise di dedicare il resto della loro vita a Dio: Madelgario, divenuto monaco con il nome di Vincenzo, si ritirò nel convento da lui stesso fondato precedentemente ad Hautmont mentre Valdetrude, consigliata dal suo confessore san Ghisleno, fondò un oratorio su una collina: intorno a quest'oratorio, divenuto un'abbazia doppia benedettina, si svilupperà poi la città di Mons. Nel XII secolo l'abbazia divenne un canonicato nobile femminile.

## Culto

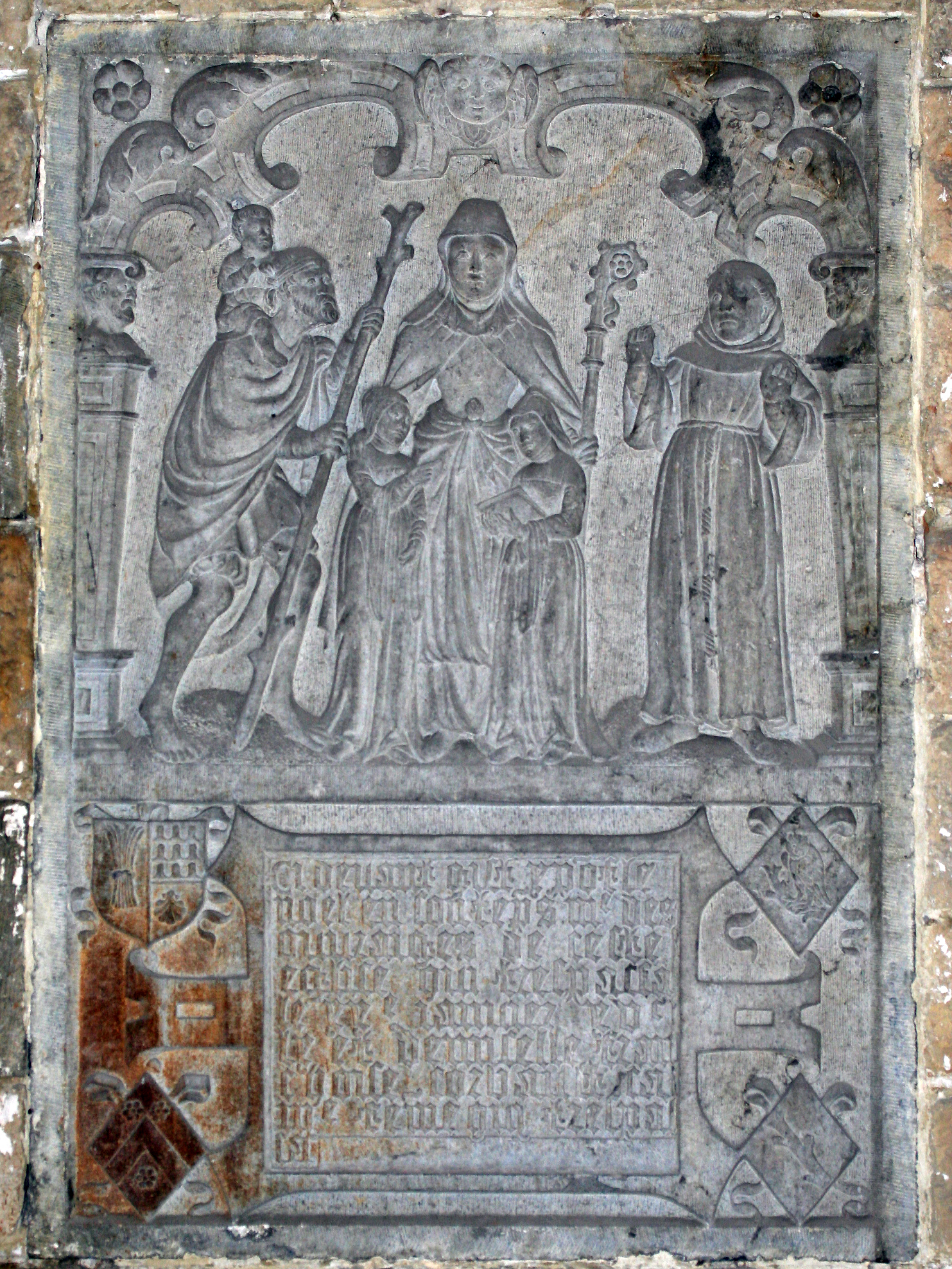
San Cristoforo e san Francesco d'Assisi intorno a santa Valdetrude ed i suoi figli. Bassorilievo della Collegiale di Santa Valdetrude a Mons

Nonostante alla sua morte Valdetrude fosse ritenuta santa dal popolo, bisognò attendere fino al 1039 prima che la Chiesa cattolica ne rendesse ufficiale la canonizzazione, a seguito dell'interessamento dell'arcivescovo di Cambrai.
La Memoria liturgica di santa Valdetrude è fissata il 9 aprile o il 3 febbraio.
La cugina, Aia di Mons (†714), che le succedette a capo della comunità femminile dell'abbazia, è anch'essa venerata come santa.